# Łaniewo (West-Pommeren)
Łaniewo (Duits: Langenhals) is een dorp in de Poolse woiwodschap West-Pommeren. De plaats maakt deel uit van de gemeente Goleniów en telt 60 inwoners.